# 弗朗西斯·德·舍韦尔
弗朗西斯·德·舍韦尔（François de Chevert，1695年2月2日—1769年1月24日），是路易十五时期的法国将军。

## 生平
舍韦尔出生在法兰西王国三主教管区的凡尔登。他于1706年开始在法国陆军中服役，1728年成为驻扎在图尔的博斯团的指挥官，并在1739年升为中校。他在佛兰德、皮埃蒙特和德国的战场上立下了赫赫战功，并得以担任更重要的掷弹兵团中校。他和他的掷弹兵团参与了奥地利王位继承战争，并在1741年赫尔曼-莫里斯攻占布拉格的战役发挥了重要作用。次年，在布拉格围城战结束后，他依然带兵在城中抵御奥地利军队，直到12月26日才撤出。
后来，他被升为准将，参加了包括卡斯泰尔德尔菲诺战役在内的在多菲内和意大利的军事行动，并在1744年被升为营地元帅（Maréchal de camp）。
在普罗旺斯的军事行动中，他率军攻占了圣玛格丽特岛。1748年，他被升为中将。七年战争中，他在1757年的哈斯滕贝克战役与1758年的卢策尔贝格战役中都指挥法国侧翼部队，并取得大捷。
他职业生涯中，担任过各个等级的重要职位。他的指挥生涯中仅有1758年的梅尔战役一场败仗。
1769年，他在巴黎去世，享年73岁。他在去世时正担任日韦和查理蒙特总督。

## 荣誉
1742年，他被授予圣路易勋章（骑士级），1754年，被授予圣路易勋章（指挥官级），1758年，被授予法国荣誉军团勋章（大十字级），同年被授予波兰白鹰勋章。